# Bábod
Bábod (románul: Ciretea) falu Maros megyében, Erdélyben. Közigazgatásilag Mezőzáh községhez tartozik.

## Fekvése
A Mezőség déli részén fekszik, Mezőzáhtól 3 km-re keletre.

## Története
1956-tól lett önálló település, addig Mezőszakál része volt.